# The One I Love
«The One I Love» —en español: «Aquel que amo»— es una canción y un sencillo de la banda norteamericana R.E.M., publicado en su quinto álbum Document en 1987.
La canción fue el primer sencillo que llegó al puesto noveno en las listas de Estados Unidos. La canción también llegó al puesto número 14 en Canadá y más tarde llegó a colocarse en el puesto 16 en el Reino Unido, cuando fue lanzada allí como sencillo en 1991.
En marzo de 2005, la revista Q magazine colocó a "The One I Love" en el puesto número 57 en su lista de las 100 Mejores Pistas de Guitarra.
La canción se incluye en su álbum publicado en 2007, R.E.M. Live en su versión en directo, y en el álbum recopilatorio And I Fell Fine.... En el álbum publicado por Virgin, The Acoustic Album aparece recogida la canción.

## Otras versiones
- La banda Bush incluyó la canción en su álbum recopilatorio The Best Of: 1994-1999
- Rosie Thomas grabó la canción para su álbum These Friends of Mine.
- La banda argentina Massacre hizo su versión en el disco El mamut deluxe, edición especial de su disco "El mamut".

## Listas de canciones
Todas las canciones fueron escritas por Bill Berry, Peter Buck, Mike Mills y Michael Stipe salvo las indicadas.
1. «The One I Love» - 3:16
2. «Maps and Legends» (directo)- 3:15

### 12": IRS / IRS-23792 (EE. UU.)
1. «The One I Love» - 3:16
2. «The One I Love» (directo) - 4:06
3. «Maps and Legends» (directo) - 3:15

### 12": IRS / IRMT 146 (R.U.)
1. «The One I Love» - 3:16
2. «Last Date» (Floyd Cramer) - 2:16
3. «Disturbance At The Heron House» (directo) - 3:26